# جسوی سیلوا دو ناسیمنتو
جسوی سیلوا دو ناسیمنتو (به پرتغالی: Jessui Silva do Nascimento) مهاجم اهل برزیل است که در شهر Beberibe-سئارا و در تاریخ ۲۰ ژوئیهٔ ۱۹۸۲ به دنیا آمده‌است.
جسوی سیلوا دو ناسیمنتو در تیم‌های فوتبال Fortaleza سابقهٔ حضور دارد.